# ロック・アライブ・ディスク
ロック・アライブ・ディスク（英: ROCK ALIVE DISC Inc）は、東京都の練馬区に本店を置く、CD・レコード・音楽雑誌・楽器などの中古品の買取を行いリサイクルの販売業を展開する店舗。

## 概要
ロック・アライブ・ディスクは、中古CD・レコード・音楽雑誌・楽器などを専門に買取・販売を行うなど音楽関連のソフト、ハードのリサイクル業。主にウェブサイト「ROCK ALIVE DISC」などから中古品を買取し海外のマーケットで販売を展開する企業である。買取方法は「宅配買取」「出張買取」「店頭買取」の3つから選ぶことができる。

## 主なサービス
- CD・レコード・音楽雑誌買取「ROCK ALIVE DISC」